# Abschnittsbefestigung Schanzberg (Velburg)
Der Abschnittsbefestigung Schanzberg, auch Ringwall Schanzberg genannt, liegt im Gemeindeteil Oberwiesenacker der oberpfälzischen Stadt Velburg im Landkreis Neumarkt in der Oberpfalz. Der Ringwall auf dem Schanzberg liegt auf einer leicht nach Norden ansteigenden und nach Süden spornartig vorspringenden Hochfläche, er liegt etwa 1150 nordnordöstlich von Oberwiesenacker und 400 m nordöstlich von Unterwiesenacker auf dem Schanzberg. Die Anlage wird als Bodendenkmal unter der Aktennummer D-3-6735-0046 als „Ringwall vor- und frühgeschichtlicher Zeitstellung, vorgeschichtliche Höhensiedlung“ geführt. 400 m weiter westlich befindet sich auf dem Hofberg ein Burgstall; dieser wird als Bodendenkmal unter der Aktennummer D-3-6735-0045 als „mittelalterlicher Burgstall mit der abgegangenen Kirche St. Georg, Höhensiedlungen vorgeschichtlicher Zeitstellung und des Frühmittelalters“ geführt.

## Beschreibung
Auf einer leicht geneigten Höhenfläche umschließt ein Wall von 7–12 m Breite und teilweise 2 m Höhe eine Fläche von 145 × 70 m. Der nördlichen Schmalseite ist ein nur mehr schwach erkennbarer Graben vorgelegt. An den anderen Seiten folgt der Wall der oberen Steilhangkante. Im Südwesten ist ein schwach ausgeprägter Hanggraben vorhanden. Im Inneren des nördlichen Drittels finden sich noch geringfügige Mauerreste, das Gelände liegt öd.
Die Wallanlage steht auf einem das Umland überragenden Standort, mit weitem Blick über das obere Tal der Schwarzen Laber. Die Kalksteine des Weißen Jura bilden mit bizarren Felsen die höchsten Partien des Schanzberges. Fast alle frühen Befestigungsanlagen entlang der Schwarzen Laber hatten Sichtverbindung zueinander, so hatte man vom Ringwall Buchberg bei Parsberg im Westen eine direkte Sichtverbindung zur Adelburg, aber auch zum Wolkersberg bei Mantlach und von hier wiederum zum Schanzberg bei Oberwiesenacker. Dies lässt den Schluss zu, dass sich die Bewohner der Ringwälle bei Gefährdungen untereinander mit Rauchzeichen verständigt haben könnten.

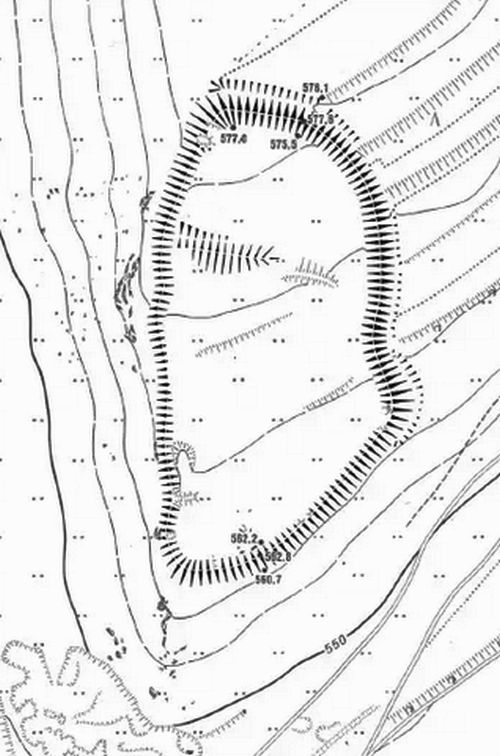
Ringwall Schanzberg in Oberwiesenacker nach Armin Stroh (1975)

## Geschichte
Der Schanzberg ist vom nur gut 350 m westlich, in tieferem Terrain gelegenen Burgstall Hofberg nur durch einen kleinen Taleinschnitt (Mühlbachtal) getrennt, sodass ein direkter Bezug aufeinander gegeben zu sein scheint. Typologisch wird er als eine frühmittelalterliche Anlage eingeschätzt. Die Vermutung, dass diese Anlage aufgegeben und später von der Burg Hofberg abgelöst wurde, muss nicht unbedingt stimmen, zumindest zum Teil dürften beide Anlagen im Spätmittelalter parallel bestanden haben.
Die Anlage scheint in zwei Bauphasen errichtet worden zu sein. In einer ersten wurde die beinahe halbrunde Kernburg im Süden errichtet, deren Nordabschluss heute eine stark verstürzte Mauer bildet. Dieser ersten Ringwallanlage war im Norden ein weitgehend verebneter, in seinem Westteil noch im Gelände ablesbarer Grabenzug vorgelagert. Diese mit 0,6 ha Innenfläche verhältnismäßig kleine Befestigung wurde zu einem späteren Zeitpunkt nach Norden erweitert. Hierzu wurde die nördliche Wallpartie weitgehend abgetragen, was aus ihrer im Vergleich zu den übrigen Wallzügen deutlich schlechteren Erhaltung abzulesen ist. Nach Norden hin wurde zum höchsten Punkt des Höhenzuges (582,5 m N.N.) ein neuer, halbrunder Wall errichtet, der wesentlich höher war als die älteren Wallabschnitte im Westen, Süden und Osten. Dessen Flanken waren zudem steiler geböscht und überragen auch die Innenfläche stärker als bisher. Die Wallkrone weist einen Steineinbau auf, der wohl gleichfalls als Mauer anzusprechen ist. Nach Norden und Nordosten wurde auch diese Erweiterung gegen den Höhenrücken durch einen Grabenzug gesichert. Der Zugang lag zumindest in der jüngeren Ausbauphase im Nordosten der Anlage, im Nahtbereich zwischen älterer Befestigung und dem neu angefügtem Wallkörper.
Auf dem Schanzberg wurden im Unterschied zum Burgstall Hofberg nur wenige Lesefunde gemacht, archäologische Grabungen hierzu stehen noch aus. Vom westlichen Wallzug des älteren, südlichen Teils der Anlage stammen immerhin einige Scherben, die zusammen mit vorgeschichtlichen Scherben und zwei Silices eine dünne Besiedlung des Höhenzuges in der Bronze- oder Hallstattzeit denkbar erscheinen lassen. Die Steineinbauten in bzw. auf den Wallzügen, der partiell vorhandene Hanggraben, die den Steilhängen aufgesetzten Wallkörper und die jüngere Ausbauphase im Norden weisen auf eine frühmittelalterliche, karolingisch-ottonische Entstehung der Wehranlage hin.